# Back and Forth
Cet article concerne le  DVD des Foo Fighters. Pour le film de Michael Snow, voir Back and Forth (film).
Vidéos par Foo Fighters
Live at Wembley Stadium
(2008)
Back And Forth est le quatrième DVD des Foo Fighters, sorti en juin 2011.

## Genèse
Le film reprend plus de 1 000 heures d'anciennes et nouvelles séquences, des entrevues avec les membres actuels du groupe, mais aussi les anciens (William Goldsmith et Franz Stahl), ainsi que du producteur Butch Vig.
Dave Grohl déclare que la principale source d'inspiration du film est la décision d'enregistrer Wasting Light dans son garage à Encino, en Californie. « Personnellement, je pensais que ce serait une bonne idée de raconter maintenant l'histoire de ses 16 dernières années, de sorte que ce serait plus logique de nous regarder faire un disque dans un garage. Après avoir rempli des p**in de stades et être devenu ce grand groupe de rock, pourquoi voudriez-vous qu'on fasse un disque dans un garage ? Pour moi, la première heure vingt du film explique cela. » Il ajoute également que le groupe « a toujours cru à un peu de mystère car c'est important dans le rock », et il estime qu'il était temps de raconter leur histoire, et faisant référence au documentaire de Tom Petty Runnin' Down a Dream ; « Si nous attendions plus longtemps, nous allions nous retrouver avec un documentaire de plus de quatre heures ».

## Parution et réception
Back and Forth fait ses débuts le 15 mars 2011 au SXSW, festival d'Austin au Texas. La première session est suivie d'un concert surprise de Foo Fighters, pendant lequel le groupe joue la totalité de Wasting Light.

### Classements et certifications
| Chart (2011)                  | Position | Certification |
| ----------------------------- | -------- | ------------- |
| Argentina (CAPIF) DVD Chart   | 6        |               |
| Australian (ARIA) DVD Chart   | 1        |               |
| Italian (FIMI) DVD Chart      | 6        |               |
| New Zealand (RIANZ) DVD Chart | 3        |               |
| Norway VG Nett DVD Chart      | 1        |               |
| Portugal AFP DVD Chart        | 23       |               |
| US Billboard DVD Chart        | 1        | Or            |
| UK Music DVD Chart            | 1        |               |

### Récompenses
Le 12 février 2012, le documentaire remporte le Grammy Award de la « Meilleure vidéo de musique grand format ». Il gagne aussi le NME Awards du « Meilleur film musical ».